# Lorna Ishema
Lorna Ishema (* 1989 in Rubaga, Uganda) ist eine deutsche Schauspielerin.

## Biografie
Lorna Ishema wurde 1989 in Rubaga in Uganda (drei Kilometer nördlich der Hauptstadt Kampala) geboren und wuchs in Hannover auf. Sie studierte Schauspiel ab 2010 an der Otto-Falckenberg-Schule in München, die sie im Sommer 2014 abschloss.
Schon während des Studiums wurde sie von Luk Perceval für seine Inszenierung von J. M. Coetzees Schande an die Münchner Kammerspiele engagiert. Im Fernsehen sorgte ihre Rolle der Krankenschwester Maria im Münchner Polizeiruf 110 im Jahr 2012 für die erste öffentliche Aufmerksamkeit. Es folgten weitere Rollen in Fernseh- und Filmproduktionen, darunter eine Folge von Letzte Spur Berlin und die Serie  Rampensau. Von 2015 bis 2017 war Lorna Ishema Ensemblemitglied am Deutschen Theater Berlin.
Im Jahr 2021 spielte sie in Ivie wie Ivie, einem Spielfilm von Sarah Blaßkiewitz, über die Identitätssuche zweier afrodeutscher Halbschwestern mit.

## Ehrungen und Auszeichnungen
Ishema ist die erste Stipendiatin der Deutschlandstiftung Integration im Bereich „Schauspiel“.
Sie gewann 2021 den Deutschen Filmpreis, die Lola für die beste weibliche Nebenrolle als Naomi im Film Ivie wie Ivie von Sarah Blaßkiewitz.

## Filmografie (Auszug)
- 2012: Amerika
- 2012: Polizeiruf 110 – Fieber (NDR Film)
- 2015: Freischwimmer
- 2015: Letzte Spur Berlin – Abseitsfalle (Serie)
- 2015: Um Himmels Willen (Fernsehserie, 1 Folge)
- 2015: Die Spur
- 2015: Vor der Morgenröte
- 2016: Die vermisste Frau (ARD Film)
- 2017: Bibi & Tina 4: Tohuwabohu Total
- 2017: You Are Wanted (Serie)
- 2018: Reich oder tot (ZDF Film)
- 2018: Wuff – Folge dem Hund
- 2019: Das melancholische Mädchen
- 2019: Kirschblüten & Dämonen
- 2019: Rampensau (Serie)
- 2019: Nachtschicht – Cash & Carry (ZDF Film)
- 2020: Kids Run
- 2020: Breaking Even (Serie)
- 2020: Jackpot (SWR Film)
- 2021: Ivie wie Ivie
- 2021: Hyperland[6] (ZDF Film)
- 2021: Westwall (Serie)[7]
- 2022 Der Überfall (Serie)
- 2023: Paradise
- 2025: Die Kinderschwindlerin (Fernsehfilm)

### Musikvideo
- 2015: Schlafentzug (Musikvideo von Fatonis Album C'MON!)

## Theatrografie (Auswahl)
- 2013: Reines Land/Verlust von Mehdi Moradpour als Christi an den Münchner Kammerspielen (Regie: Malte Jelden)
- 2013: Schande von J. M. Coetzee als Soraya und Petrus Frau an den Münchner Kammerspielen (Regie: Luk Perceval)
- 2015: Und jetzt: Die Welt von Sibylle Berg als Ich am Volkstheater München (Regie: Jessica Glause)[8]